# بير يوهانسون (سباح)
بير يوهانسون (بالسويدية: Per Johansson )‏ (25 يناير 1963 – ) هو سباح، من السويد، مثّل بلاده في الألعاب الأولمبية الصيفية 1988، وسباحة في الألعاب الأولمبية الصيفية 1980 – رجال 100 متر سباحة حرة ‏، وسباحة في الألعاب الأولمبية الصيفية 1984 – رجال 100 متر سباحة حرة ‏، والألعاب الأولمبية الصيفية 1980، والألعاب الأولمبية الصيفية 1984، وسباحة في الألعاب الأولمبية الصيفية 1984 – رجال 4 × 100 متر سباحة حرة تناوب ‏.

## وصلات خارجية
- بير يوهانسون على موقع الاتحاد الدولي للسباحة (الإنجليزية)
- بير يوهانسون على موقع أوليمبيديا (الإنجليزية)
- بير يوهانسون على موقع اللجنة الأولمبية السويدية (السويدية)